# Boșneagu, Călărași
Boșneagu este un sat în comuna Dorobanțu din județul Călărași, Muntenia, România.